# Bobr (Schiff, 1885)
Bobr (russisch Бобр, deutsch „Biber“) war der Name eines seegehenden Kanonenbootes der Kaiserlichen Russischen Marine. 1885 in Dienst gestellt, kam es vorrangig im Fernen Osten zum Einsatz. Während des Russisch-Japanischen Krieges wurde es während der Belagerung von Port Arthur versenkt.

## Geschichte
Die Bobr war das Typschiff einer Klasse von zwei Booten, das zweite Boot war die in Schweden gebaute Siwutsch.
Das Boot wurde im Januar 1884 bei der Werft W:m Crichton & C:o in Abo auf Kiel gelegt, der Stapellauf erfolgte am 10. April 1884. In Dienst gestellt wurde die Bobr schließlich am 20. Dezember 1885.
Im Jahr 1886 war die Bobr der Baltischen Flotte zugeteilt, verlegte aber schon im Frühjahr des folgenden Jahres unter dem Kommando Kapitän 2. Ranges A. Menschikow (А. Меньшиков) in den Fernen Osten. Am 11. Juli 1887 ging die Bobr in den Bestand der Sibirischen Kriegsflottille über. Ab Ende 1887 versah das Boot Stationsdienst im Hafen von Tschemulpo. 1890 wurde die Bobr für eine hydrografische Expedition eingesetzt. Ziel der Expedition war die Erforschung der Amerika-Bucht südlich Nachodkas. 1891, während des Besuchs des russischen Kaisers Nikolaus II. im Fernen Osten, wurde das Boot zu dessen Geschwader abgeordnet. Anschließend führte die Bobr Patrouillenfahrten im Bereich der Kommandeurinseln durch. 

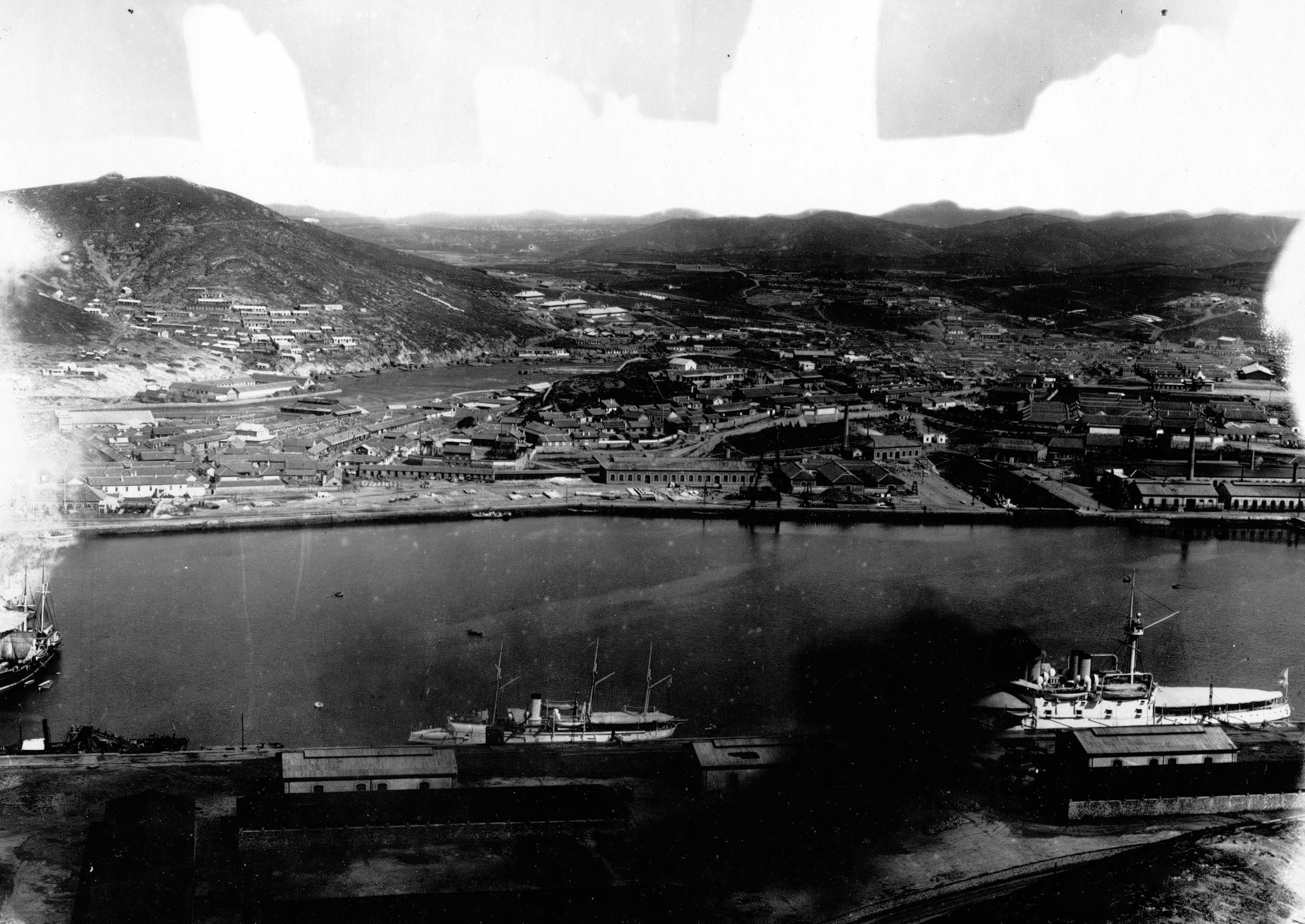
Die Bobr mit dem Schlachtschiff Nawarin in Port Arthur

Ab dem 29. Mai 1900 war das Boot im Bestand eines russischen Geschwaders unter Führung Admirals Weselago an der Verlegung von Truppen während des Boxer-Aufstandes beteiligt. Dabei transportierte es Verstärkungskräfte für die auf der Halbinsel Tientsin operierenden russischen Truppen unter Oberst Anissimow (Анисимов). Am 4. Juni beschoss die Bobr mit anderen Booten die Taku-Forts. Während das Boot einen Treffer durch feindliche Artillerie erhielt, gelang es der Bobr das Pulverlager der Forts in Brand zu schießen.

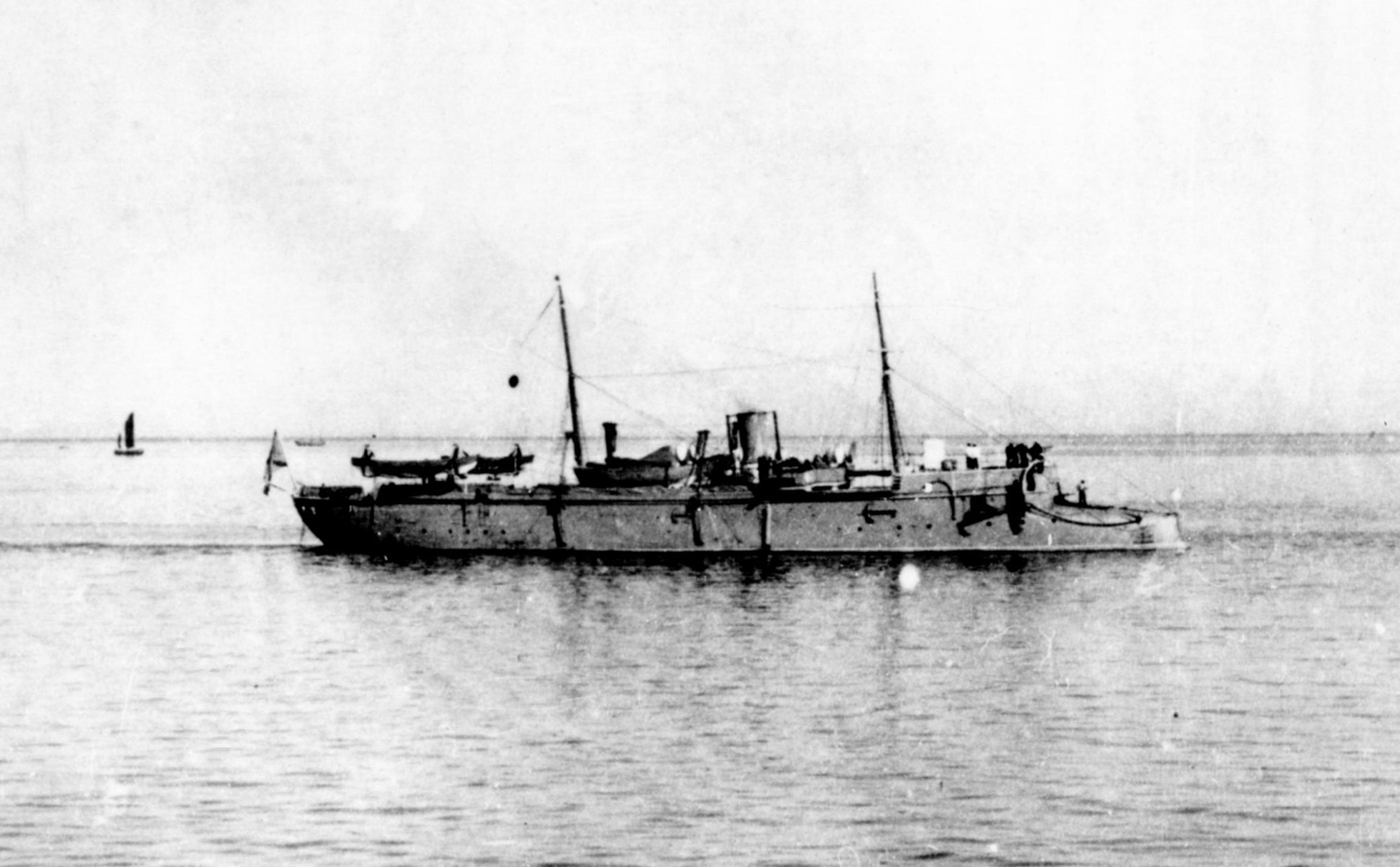
Bobr

Während des Russisch-Japanischen Krieges war die Bobr am 27. März 1904 an der Abwehr des Angriffs japanischer Brander auf die Reede von Port Arthur beteiligt. Im Mai 1904 deckte das Boot mit seinen Geschützen die rechte Flanke der zur Verteidigung von Jingzhou eingesetzten russischen Truppen. Im Hafen von Port Arthur mit der russischen Flotte eingeschlossen, erhielt die Bobr nun unter dem Kommando Wladimir Wladimirowitsch Scheltingas am 20. Oktober 1904 mehrere schwere Treffer durch die japanische Belagerungsartillerie. Da für die russische Flotte keine Möglichkeit zum offensiven Handeln mehr bestand und die Bobr schwer beschädigt war, wurde das Boot entwaffnet. Geschütze und Besatzung verstärkten die an Land eingesetzten Kräfte zur Verteidigung der Festung. Am 26. Dezember 1904 wurde die Bobr von einer japanischen 280-mm-Granate getroffen und sank. Im Folgejahr wurde das Boot von den Japanern gehoben und anschließend verschrottet.